# Japanische Erdkröte
Die Japanische Erdkröte (Bufo praetextatus, Syn.: Bufo japonicus jap. ニホンヒキガエル Nihon-Hikigaeru) ist eine Art aus der Gattung der Echten Kröten, die in Japan auf den Hauptinseln Honshu, Shikoku und Kyushu sowie angrenzenden Inselgruppen verbreitet ist. Die Japanische Erdkröte bildet wie verschiedene andere Echte Kröten Giftstoffe in ihren Ohrdrüsen.

## Merkmale
Die Weibchen sind in der Regel etwas größer als die Männchen. Die Körperfarbe variiert lokal zwischen gelblich und dunkelbraun bis grünlich. An den Gliedmaßen, dem Rücken und der lateralen Seite des Rumpfes befinden sich zahlreiche Tuberkel. In der Fortpflanzungszeit haben Männchen und Weibchen eine glattere Haut und die Körperfarbe des Männchens wird tendenziell gelblicher. Die kürzeren Vorderbeine haben vier Finger. Dabei ist der dritte Finger am längsten, gefolgt vom zweiten Finger.

## Lebensweise
Ausgewachsene Tiere verbringen den Großteil ihres Lebens an Land und kommen nur zur Fortpflanzung im Februar bis März an flache Wasserstellen. Dabei treffen auf ein Weibchen oft drei bis zehn Männchen. Die Weibchen legen den Laich in Form von Schnüren ab, in denen sich zwischen 640 und 14.000 schwarze Eier befinden. Die Larven sind dunkelbraun und werden 3 bis 4 cm groß. Die Metamorphose erfolgt im Juni. Fortpflanzungsfähig sind die Männchen nach einem und die Weibchen nach zwei Jahren. Im Winter, wenn die Temperaturen unter 6 °C fallen, graben sich die Kröten für einen Winterschlaf in die Erde ein. Zur Nahrung der Kröten gehören verschiedene Insekten, darunter auch Käfer und Ameisen, die von anderen Tierarten wegen ihrer chemischen Inhaltsstoffe gemieden werden.

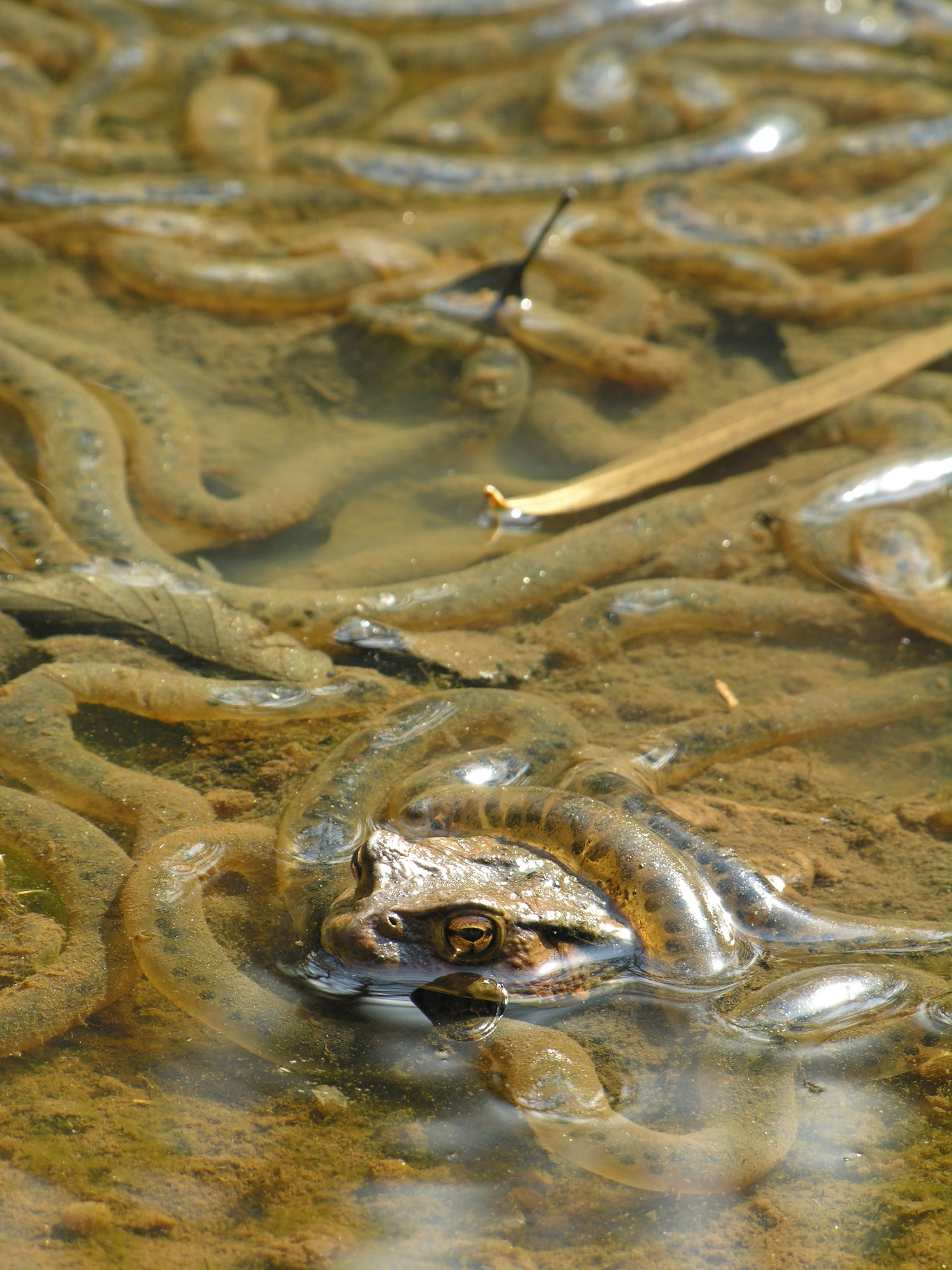
Japanische Erdkröte mit Laichschnüren
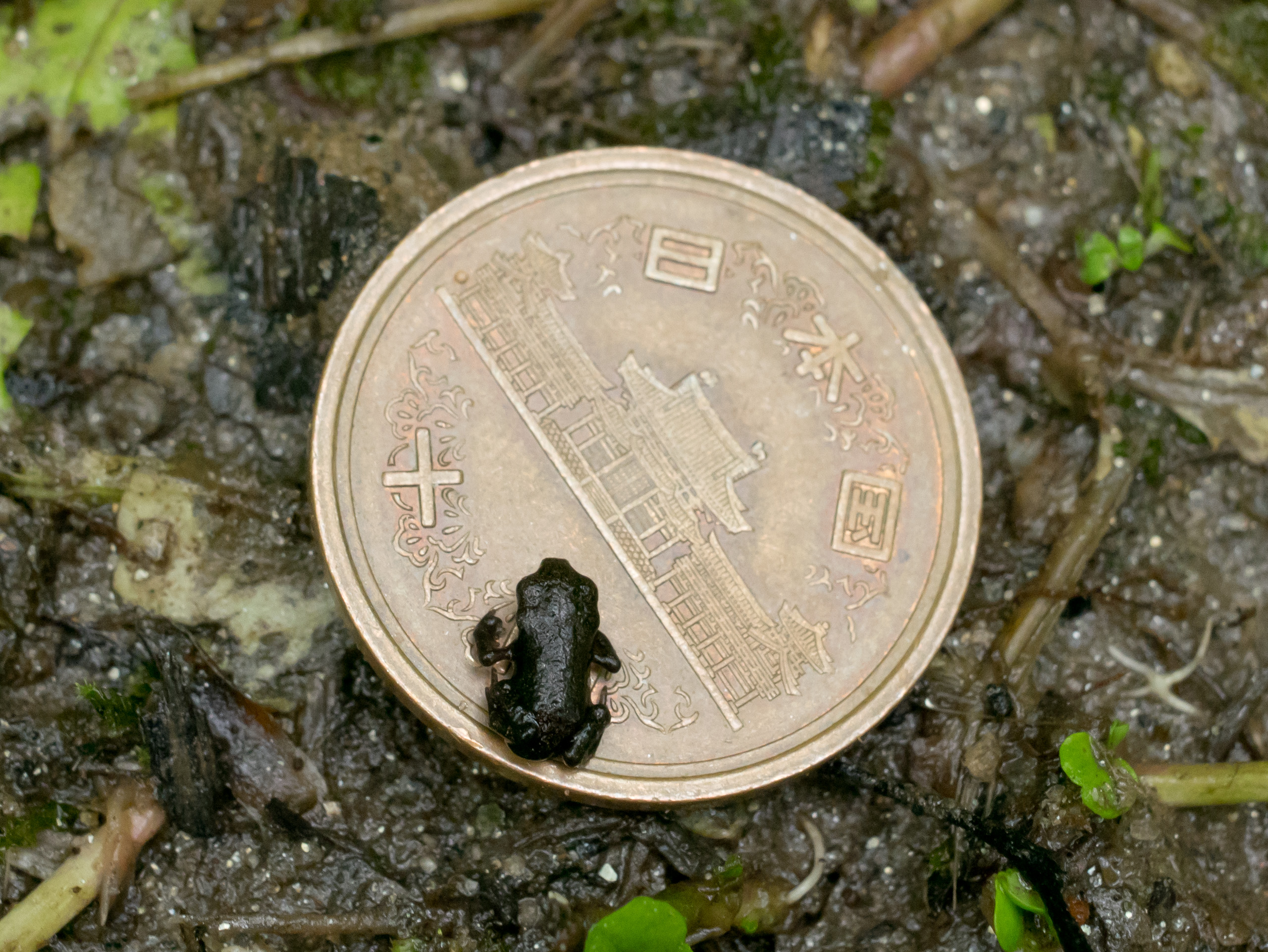
Jungkröte
- Ausgewachsene Kröte (Video)

## Toxizität

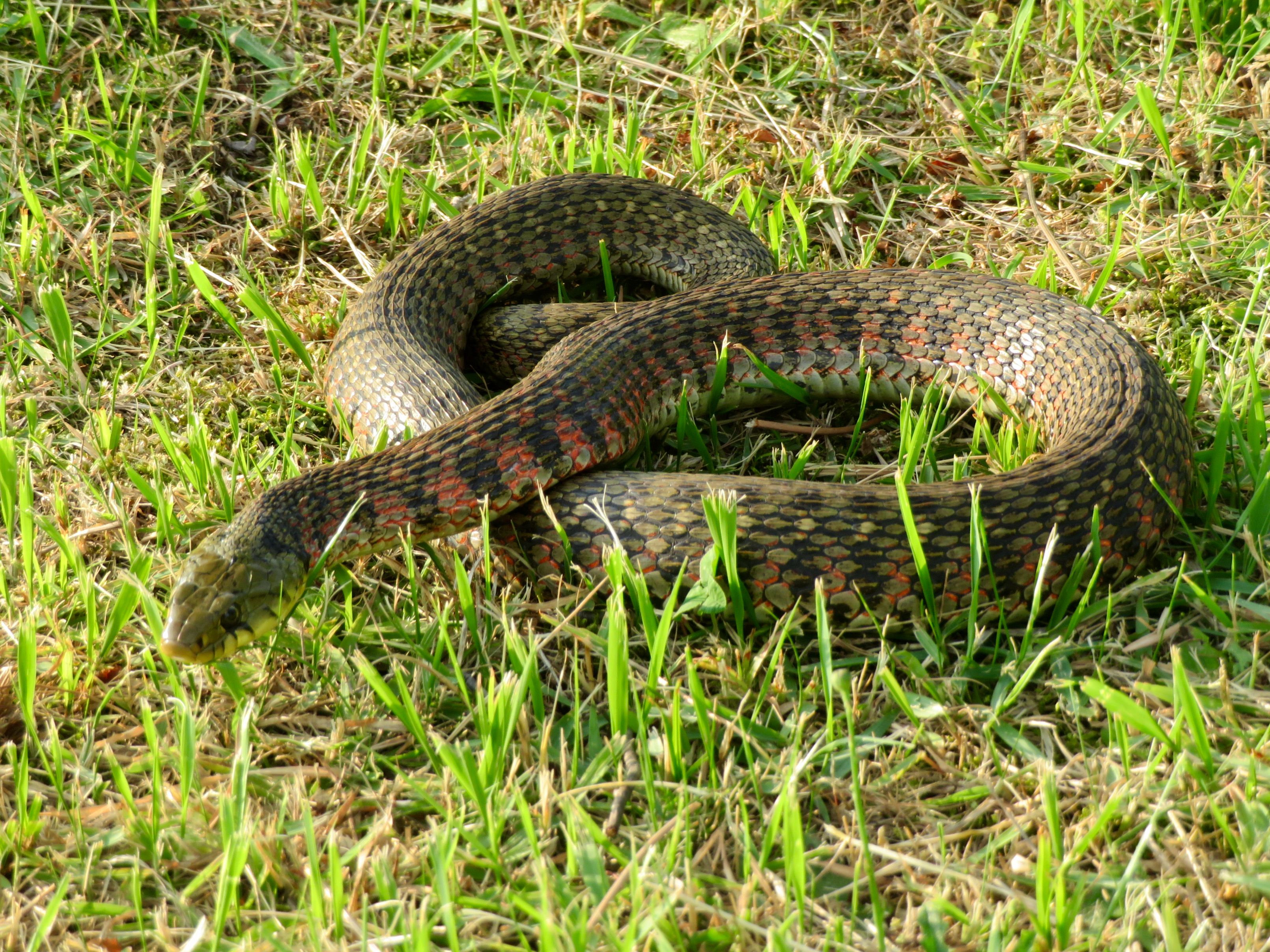
Die Tigernatter macht sich die Giftstoffe der Japanischen Erdkröte zunutze

Die Japanischen Erdkröten bilden Bufadienolide in ihren Parotiden (als paarige Wülste hinter den Augen angelegte Drüsen). Diese nach der Gattung der Echten Kröten (Bufo) benannten Gifte verlangsamen die Schlagfrequenz des Herzmuskels (Myokard) und die Erregungsleitung der Herzmuskelzellen und wirken daher toxisch. Eine Studie an der Unterart Bufo japonicus formosus zeigte, dass ihre Eier beim Verzehr auf Kaulquappen anderer Froschlurche (Rana pirica) toxisch wirken.
Tigernattern (Rhabdophis tigrinus) machen sich die Toxizität zunutze, indem sie die Kröten fressen und die Giftstoffe der Kröte in ihren eigenen Nackendrüsen anreichern. Experimente mit unterschiedlichem Futter (mit und ohne Japanische Erdkröten) zeigen, dass die Schlange die Giftstoffe nicht selber herstellen kann.

## Verbreitungsgebiet und Gefährdungsstatus
Die Krötenart ist in Japan endemisch und dort auf den Hauptinseln Kyūshū, Shikoku und Honshū verbreitet sowie auf der angrenzenden Insel Iki, den Gotō-Inseln und den Ōsumi-Inseln Tanegashima und Yakushima. Darüber hinaus wurde eine Population im Westen Hokkaidōs eingeführt sowie auf der Insel Sado und den Izu-Inseln Izu-Ōshima, Niijima, und Miyake-jima. Die Kröten leben auf Höhen bis zu 2500 m. Aufgrund ihres großen und insgesamt stabilen Verbreitungsgebietes wird die Art von der IUCN als nicht gefährdet (Least Concern) eingestuft. Die Population ist vor allem in urbanen Gegenden rückläufig. Bedrohungen sind für die Kröten insbesondere der Bau von Straßen und eingeführte Raubtiere wie Waschbären. Zudem stört nach einer japanischen Studie aus dem Jahr 2018 nächtliche Beleuchtung die Fortpflanzung der Kröten und wird von den Tieren gemieden, wohingegen Lärm keinen Einfluss zu haben scheint.

## Taxonomie
Die Japanische Erdkröte wurde 1838 von dem niederländischen Zoologen Coenraad Jacob Temminck und dem deutschen Ornithologen und Herpetologen Hermann Schlegel als Bufo vulgaris japonicus erstbeschrieben.
Der US-amerikanische Zoologe Stejneger beschrieb sie 1907 dagegen als Unterart (Bufo bufo japonicus) der Erdkröte (Bufo bufo) sowie zwei weitere eigenständige Arten Bufo formosus und Bufo smithi innerhalb Japans. Yaichiro Okada erkannte dagegen 1966 drei Unterarten (Bufo b. japonicus, Bufo b. formosus und Bufo b. montanus)
 
Nakamura und Ueno (1963) vereinten diese drei Unterarten unter Bufo b. japonicus aufgrund morphologischer Kriterien und ihres Verbreitungsgebietes. Nach mehreren Studien wiesen u. a. unfruchtbare Hybride zwischen den europäischen und asiatischen Kröten auf den Status der Japanischen Erdkröte als eigene Art mit allopatrischen Unterarten hin. Es wurde daher zwischen der Europäischen Erdkröte (Bufo bufo) und der Japanischen Erdkröte (damals noch unter dem Namen Bufo japonicus) unterschieden. 

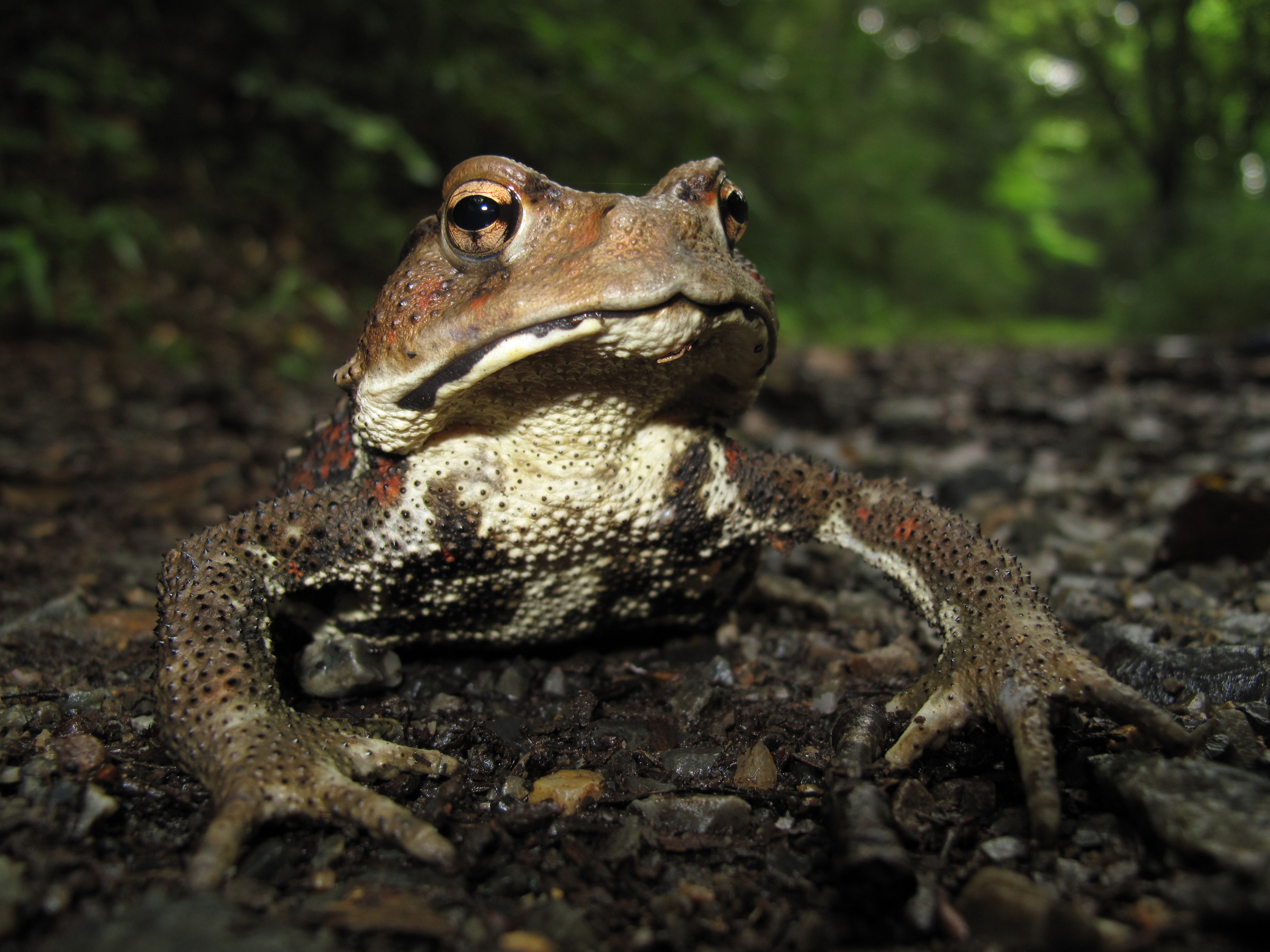
Bufo formosus

Es wurden zwei Unterarten unterschieden:
- Östliche Japanische Erdkröte (Bufo japonicus formosus, jap. アズマヒキガエル Azuma-Hikigaeru)
- Westliche Japanische Erdkröte (Bufo japonicus japonicus[15], jap. ニホンヒキガエル Nihon-Hikigaeru)

Die Unterart Bufo japonicus formosus wurde im Jahr 2022 als Bufo formosus wieder in den Artrang erhoben. Sie ist mit einer Kopf-Rumpf-Länge von 43–162 mm kleiner als die ursprünglich unter Bufo japonicus bekannte Art (80–176 mm). Sie lebt in wärmeren Regionen Japans.
Von Dufresnes und Litvinchuk wurde der ältere Name Bufo praetextatus vorgeschlagen, der schon von Boie 1826 für Populationen aus Vitikairu, Fikikojeru und Nakfudo vergeben worden war. Nach der Prioritätsregel wurde dann der wissenschaftliche Name Bufo praetextatus nach den Internationalen Regeln für die Zoologische Nomenklatur akzeptiert.

### Ähnliche Arten
| Bufo gargarizans | Bufo torrenticola |
| ---------------- | ----------------- |
|                  |                   |

Zwei weitere in Japan verbreitete Kröten derselben Gattung sind Bufo gargarizans und Bufo torrenticola. Bufo gargarizans  kommt innerhalb Japans nur auf Miyako-jima und angrenzenden Ryūkyū-Inseln vor und ist im Wesentlichen im Osten Chinas bis Russland und Korea verbreitet. Bufo torrenticola bewohnt dagegen die Bergregionen der japanischen Regionen Chūbu und Kinki im Zentrum Honshūs. Ihr Verbreitungsgebiet liegt in Höhen von 50 bis 1690 m.
Zwischen der Östlichen Japan-Erdkröte Bufo formosus und Bufo torrenticola wurde Introgression festgestellt.

## Weiterführende Literatur
- T. Hirai, M. Matui: Feeding ecology of Bufo japonicus formosus from the montane region of Kyoto, Japan. In: Journal of Herpetology. Band 36, Nr. 4, 2002, S. 719–723.
- S. Ishii, K. Kubokawa, M. Kikuchi, H. Nishio: Orientation of the toad, Bufo japonicus, toward the breeding pond. In: Zoological Science. Band 12, Nr. 4, 1995, S. 475–484.
- T. Kawamura, M. Nishioka, M. Sumida, M. Ryuzaki: An electrophoretic study of genetic differentiation in 40 populatons of Bufo japonicus distributed in Japan. In: Scientific report of the Laboratory for Amphibian Biology, Hiroshima University. Band 10, 1990, S. 1–51.
- N. Maeda, N. M. Matsui: Frogs and Toads of Japan, 2nd edition. Bun-Ichi Sogo Shuppan Co., Ltd., Tokio 1990.